# Murray Gell-Mann
Pour les articles homonymes, voir Mann.
Murray Gell-Mann ([ˈmʌri ˈɡɛl ˈmæn]), né le 15 septembre 1929 à New York (État de New York) et mort le 24 mai 2019 à Santa Fe (Nouveau-Mexique),, est un physicien américain.
Il est surtout connu pour ses travaux sur la théorie des quarks, qu'il a formulée. Il a reçu le prix Nobel de physique en 1969.

## Biographie
Murray Gell-Mann est né à Manhattan dans une famille d'immigrants juifs originaires de Chernivtsi (aujourd'hui en Ukraine). Adolescent animé par une curiosité intense pour les lois de la nature et les mathématiques, élève doué, il entre à l'université Yale à 15 ans, et y reçoit son diplôme en 1948 (à 19 ans). Il poursuit ses études au MIT, obtenant un doctorat en 1951 sous la direction de Victor Weisskopf.
Sa première contribution, en 1954, est l'introduction d'une nouvelle propriété quantique, l'étrangeté, qui est associée aux nouvelles particules découvertes dans les réactions du rayonnement cosmique. L'étrangeté est conservée par l'interaction nucléaire, qui est responsable de leur création par paires, mais n'est pas respectée par l'interaction faible, qui est responsable de leur désintégration. Cette notion fut également proposée indépendamment par le physicien Kazuhiko Nishijima.
En 1961, Il établit une classification des nouvelles particules découvertes à partir des années 1950 en utilisant les propriétés de symétrie d'ordre trois du groupe SU(3). Dans la classification, certaines places pour de nouvelles particules restaient libres. La découverte, annoncée le 20 février 1964 par un groupe de chercheurs de Brookhaven, de la particule Ω−, prévue dans cette classification, confirma la théorie de Gell-Mann. La théorie du groupe de symétrie SU(3) permit à Gell-Mann et, indépendamment, à George Zweig, de proposer l'existence de nouvelles particules, appelées quarks, particules constituant les neutrons, les protons et toutes les particules composites appelées hadrons. L'existence des quarks sera mise en évidence en 1969 par James Bjorken et Richard Feynman. La théorie de Gell-Mann devint une base fondamentale des théories actuelles de la physique quantique. Il obtint le prix Nobel de physique en 1969 « pour ses contributions et ses découvertes concernant la classification des particules élémentaires et leurs interactions ».
Lors de la guerre du Viêt Nam, il participe au comité JASON, conseiller de l'administration et à l'origine de la notion de « champ de bataille électronique », ce qui lui vaut, en 1972, une conférence houleuse au Collège de France à Paris.
Il est lauréat du prix Dannie Heineman pour la physique mathématique en 1959, de la médaille Franklin en 1967 et de la médaille Albert Einstein en 2005. Il est élu membre étranger de la Royal Society (Royaume-Uni) le 20 avril 1978.
En 2010, il est professeur au Caltech.
Dans son livre Le Quark et le Jaguar, il montre comment la physique des particules et la théorie de l'évolution sont deux théories intrinsèquement liées : il compare le mécanisme de l'évolution à des particules effectuant, de façon irréversible, de petits sauts quantiques vers des états stables (voir Attracteur), ce qui selon lui serait à l'origine de la diversité biologique de toutes les espèces vivantes sur notre planète.

## Publication

### En français
- Murray Gell-Mann (trad. de l'anglais par Gilles Minot), Le quark et le jaguar : voyage au cœur du simple et du complexe [« The quark and the jaguar : adventures in the simple and the complex »], Paris, Albin Michel, coll. « Sciences d'aujourd'hui », 1995, 443 p. (ISBN 2-226-07602-6, BNF 35743836)